# Lentistivalius insolli
Lentistivalius insolli är en loppart som först beskrevs av Hamilton Paul Traub 1950.  Lentistivalius insolli ingår i släktet Lentistivalius och familjen Stivaliidae. Inga underarter finns listade i Catalogue of Life.